# الإمبراطور أنكان
الإمبراطور أنكان (باليابانية: 安閑天皇 أنكان تينو) هو الإمبراطور السابع والعشرون في اليابان حسب قائمة أباطرة اليابان. لا يوجد أي تواريخ محددة عن فترة حياته أو حكمه. ولكن يعتقد أن فترة حكمه كانت في أوائل القرن السادس الميلادي.